# ديفيد قارب
ديفيد قارب (بالإنجليزية: Dave Boat)‏ هو ممثل أمريكي، ولد في 9 مايو 1971 في الولايات المتحدة.

## أعمال

### أفلام
- (2012) رالف المدمر[4][5][6][7]
- (2013) ملكة الثلج
- (2015) الديناصور اللطيف[8][9][10]
- (2016)  قصة من حرب النجوم[11]

## وصلات خارجية
- ديفيد قارب على موقع IMDb (الإنجليزية)
- ديفيد قارب على موقع قاعدة بيانات الأفلام العربية
- ديفيد قارب على موقع ألو سيني (الفرنسية)
- ديفيد قارب على موقع أول موفي (الإنجليزية)
- ديفيد قارب على موقع قاعدة بيانات الفيلم (الإنجليزية)
- ديفيد قارب على موقع كينوبويسك (الروسية)